# Cidade FM (Porto Alegre)
Cidade FM foi uma estação de rádio FM brasileira com sede em Porto Alegre, RS. Pertenceu ao Grupo RBS e operava desde 1986 na frequência de 92,1 MHz.. A Rádio Cidade FM de Porto Alegre substituiu no dial a Cultura Pop FM 90,1 MHz, primeira tentativa de uma emissora de formato jovem na capital gaúcha.  Foi adquirida pelo Jornal do Brasil, que começou as transmissões em caráter experimental em outubro de 1979, com chamadas de expectativa da futura emissora. Outdoors  espalhados pela cidade anunciavam a inauguração na frequência 92,5 MHz.
Foi inaugurada em 15 de novembro de 1979, dois anos após a matriz carioca, sendo a segunda emissora da Rede Cidade. Localizava-se na Rua Corrêa Lima, 1960, bairro Santa Tereza, em Porto Alegre, junto à sucursal do Jornal do Brasil na capital gaúcha. Sua extinção deu-se em 20 de julho de 2015, sendo substituída pela Rádio Farroupilha que em abril de 2018, deu lugar a 92 FM na mesma frequência.

## História

### Primórdios:Rede Cidade
Antônio Carlos Niederauer foi responsável pela abertura da programação, ao som de Amigo de Roberto Carlos, primeira música executada pela nova emissora. O mesmo assumiu a coordenação do projeto da Cidade FM, tendo a primeira equipe sob seu comando integrada por Aldo Fontela, Ivan Fritsch, Carlos Gilberto, Luiz Antônio Borba e Joel Pereira. O grupo assumia o desafio de introduzir o mesmo estilo de rádio que já havia no Rio de Janeiro, cuja matriz enviava a programação musical diariamente através de malotes e os cartuchos gravados com as músicas novas já vinhetadas. Fora da playlist fixa, eram deixadas algumas aberturas na programação 
musical para inclusão de músicas locais ou até flashback. A partir de 1984 à Rádio Cidade de Porto Alegre consegue mais autonomia na sua programação musical, abrindo espaço para o cenário local que começava a ser destacado pelas outras emissoras jovens.
Outro propósito era superar a audiência liderada pela Universal FM que contava com apenas um locutor, Antônio Carlos Bianchini. A vantagem da Rádio Cidade era a sua proposta que queria 'tirar a gravata' do locutor, fazer com que ele conversasse com o ouvinte. Uma definição sobre a Cidade de um ouvinte que falava que era a rádio em que o locutor espirrava e alguém dizia saúde. A nova emissora introduziu a escala de quatro horas ao vivo para cada locutor, diferente do rádio FM da época, em que haviam apenas programas específicos espalhados pela programação com locução e o restante da programação enlatada. As trocas de horário se tornaram característica da rádio pela conversa descontraída dos comunicadores.  
Um período histórico marcante da Cidade FM, a segunda metade dos anos oitenta, apresentava uma equipe que muitas pessoas conheciam de cor como um time de futebol: Reginaldo, Rui Carvalho, Davis Wagner, Roger Vox, Aldo Fontela, André Araújo, Toninho Badaró, Julio Fürst, Arlindo Sassi, Araujo Júnior, Marcos Galvão e José Luiz Bacchieri - contendo ainda Fofura Ferreira na operação de áudio - que sob o comando de "velho Nidi" alcançaram recordes de audiência e de público nas turnês que os comunicadores faziam por todo o estado do Rio Grande do Sul.
Outro aspecto importante era a criatividade presente nas promoções organizadas para atrair ouvintes. As telefonistas da companhia telefônica ligavam para a rádio querendo sabe por que havia tantas ligações.
Na década de 1980 foi uma concorrente direta da Rádio Atlântida FM, quando ainda tinha o mesmo público-alvo (jovem) até ser adquirida pelo Grupo RBS, que alterou sua programação para um segmento mais popular, que foi utilizado até seu encerramento em 2015.

### 1990: a aquisição
A emissora integra o Grupo RBS desde março de 1990 e reúne em sua programação muita música, descontração e promoções que aproximam o ouvinte dos comunicadores. Mantendo a fórmula que a consagrou desde sua inauguração. 
A programação era gerada localmente, mas em um breve período entre novembro de 1991 e dezembro de 1993, à programação da madrugada era gerada  via satélite pela Rádio Cidade do Rio de Janeiro, além de alguns programas específicos, como Amnésia e Só se for Dance.
Até 1995 à Rádio Cidade Porto alegrense se manteve fiel ao público jovem, mas não era interessante a proprietária RBS manter duas emissoras disputando o mesmo perfil de público. A programação musical passou a ser variada apelando ao popular: da dance music ao pop, da timbalada às músicas românticas, passando por reggae, sertanejo e funk (por anos, foi uma rádio que tocava pop/rock). 
Durante a programação, o ouvinte fica por dentro das notícias do mundo artístico, dos bastidores do esporte e da agenda cultural de Porto Alegre e Região Metropolitana, além de receber informações sobre o trânsito nas principais avenidas e ruas.

### Anos 2000: a consolidação
Em 2000, a Cidade inicia uma grande modificação, tanto nas suas vinhetas, quanto na sua logomarca, abandonando a marca que era usada desde o início da emissora, passando a usar uma estrela dourada, ao lado, escrito "Cidade", e com slogan novo: Sucesso em primeiro lugar.
No dia 24 de agosto de 2006, a Cidade FM foi homenageada, na Câmara Municipal de Porto Alegre, pelos seus 25 anos de existência, que seriam comemorados em novembro daquele mesmo ano. 
A Cidade é a emissora que mais chegou em primeiro lugar no IBOPE nos últimos 25 anos. A rádio estava, em 2006, no oitavo ano consecutivo como o veículo líder de audiência do meio FM. Um dos motivos desse fato é a antiga afiliação com a Rede Cidade, o que levou por muitos anos ao 1º lugar.
Também em 2006, retoma o antigo slogan, A Rádio 10 da Cidade, e mesmo com a consolidação da sua concorrente direta, a Eldorado, continua em primeiro lugar em seu segmento.

### 2011: novas alterações
Em junho de 2011, a emissora altera sua logomarca (onde é escrito "Cidade" em letras estilizadas e caixa mista, com três esferas sobre a letra I, simbolizando o tripé da rádio: música, alto-astral e utilidade, sendo que na esfera maior está escrito "92,1 FM") e seu slogan: "A Rádio que contagia", além de mudar seu perfil para um segmento jovem das classes C/D, focado nas músicas pop, pagode, funk e sertanejo universitário. Insere novos programas e também modifica os programas que estão no ar.
As modificações são devido a recentes pesquisas, que revelaram que a Cidade, mesmo nas posições superiores, não está na ponta da audiência (a audiência desde 2010 pertence a concorrente 104 FM).

### 2013: Programação alterada
No início de 2013, a programação da emissora é alterada novamente, desta vez, para a vinda do Batidão da Cidade com Cassiá DJ, das 13:00 às 14:00 e do programa Pancadão da Cidade com Maicon DJ, das 20:00 às 21:00.

### 2015: Extinção
No dia 7 de julho de 2015, o Grupo RBS anuncia a saída da Cidade e a ida da Rádio Farroupilha (680 AM) para os 92.1. Isso se deve a queda de audiência da Cidade e a grande audiência da Farroupilha no AM, uma vez que é a rádio líder absoluta em todas as faixas horárias. Para isso, a partir do dia 20 de julho de 2015, a programação da Rádio Cidade entra em fase de expectativa para a mudança, sem vinhetas, apenas comerciais e músicas. Essa programação segue até 14 de setembro de 2015, quando a Farroupilha, que passará por várias mudanças até lá, oficialmente substitui a Cidade no dial.
Na Cidade, estavam no ar Luana Soft (das 07:00 até às 12:00) e Zezé Maravilha (das 12:00 às 19:00), que também foi locutor da Farroupilha posteriormente.
Luana Soft assumiu o microfone da 92,1 durante essa fase de expectativa.

## Programas
- Bom Dia Cidade
- Alô Cidade
- No Clima do Sucesso
- No Pique da Cidade
- No Ar Voando Alto
- Boteco da Cidade
- Mania de Sucesso
- Love Songs
- Coração Sertanejo
- Sai Dançando
- Um Sucesso Puxa o Outro
- Pede e Toca
- Caldeirão da Cidade
- Só Se For Dance
- Mega Cidade
- Vale a Pena Ouvir de Novo
- Sucesso da Cidade
- Programa da Luana Soft
- Agito da Cidade
- Pega Leve
- Cidade da de 10
- Swing da Cidade
- Timbalada
- Arca da Velha
- Expresso da Meia-Noite
- A Ponta da Antena
- Pancadão da Cidade
- Batidão da Cidade
- Ligue e Se Ligue
- Music Play
- Big Mix
- Os DJ's da Cidade
- Sport Cidade
- Velocidade
- Na Pressão Máxima
- Perifa da Cidade
- Roda de Samba
- Expresso da Uma
- Mix Cidade
- As Contagiantes
- Pegação
- Samba da Cidade
- O Pagodão da Cidade
- Funk Cidade
- Super Expresso

## Durante a fase de expectativa
- Luana Soft (personagem interpretada por Marcelo Santos)
- Zezé Maravilha

### Antigos
- Paulo Brito
- Regina Lima (atualmente na Band RS)
- Zezé Maravilha (atualmente na Rádio Caiçara)
- Arlindo Sassi (atualmente na Continental FM)
- Adriano Moraes (atualmente na Rádio Encanto FM de Lajeado)
- Mauri Grando (também gerente de programação)
- Rui Carvalho
- Davis Wagner
- Roger Vox
- Sergio Ávila (atualmente na Alegria FM)
- Aldo Fontela
- André Araújo (atualmente na Rádio Caiçara)
- Toninho Badaró
- Julio Fürst (hoje na 102.3 FM)
- Marcos Galvão
- Leo Bandeira
- Adriano Domingues (atualmente na 92 FM)
- Juliana Silva
- Carlos Roberto
- Martin TJ (hoje na 92 FM)
- Maurício Saraiva (hoje na Rádio Gaúcha)
- Mariane Araújo (atualmente na 92 FM)